# Гонзага ди Палацоло
Гонзàга ди Палацòло или Нòбили Гонзàга (на италиански: Gonzaga di Palazzolo, Nobili Gonzaga) е кадетски клон на Дом Гонзага.

## История
Прародителят на Гонзага от Палацоло е Корадо Гонзага, син на Катерина Малатеста и на Луиджи I Гонзага, първи капитан на народа на Мантуа, който го изключва от наследството на Мантуа.

Маркграфство Палацоло е създадено през 1595 г. от Курцио, награден с титлата „маркиз“ от херцога на Мантуа Винченцо I, от неговия племенник Клаудио I и от племенника на Клаудио I, Луиджи.
Клонът изчезва през 1751 г. със смъртта на Корадо, седми маркиз на Палацоло.
Семейството притежава собствен дворец в град Мантуа, разположен в историческия център на Виколо Майолда. През 1760 г.  той е иззет от австрийците  за военни цели, а в началото на 19 век става Затвор „Майнолда“ – затвор с максимална сигурност.

## Маркграфове на Палацоло
| управление  | изображение | име                | раждане и смърт |
| 1595 - 1599 |             | Курцио             | *1530, † 1599   |
| 1595 - 1621 |             | Клаудио I          | † 1621          |
| 1595 - 1626 |             | Луиджи             | † 1626          |
| 1626 - 1630 |             | Лудовико Франческо | *1602, † 1630   |
| 1630 - 1685 |             | Джулио Чезаре      | *1605, † 1685   |
| 1685 - 1708 |             | Клаудио II         | *1644, † 1708   |
| 1708 - 1740 |             | Силвио Гаетано     | *1670, † 1740   |
| 1740 - 1750 |             | Франческо Антонио  | *1704, † 1750   |
| 1750 - 1751 |             | Корадо             | *1674, † 1751   |